# ريتشارد لورانس (نقاش)
ريتشارد لورانس (بالإنجليزية: Richard Lawrence)‏ هو نقَّاش ‏ أمريكي، ولد في 1800 في إنجلترا في المملكة المتحدة، وتوفي في 13 يونيو 1861 في واشنطن العاصمة في الولايات المتحدة.